# Presidente da Grécia
O Presidente da República Helênica (em grego: Πρόεδρος της Ελληνικής Δημοκρατίας; transl. Próedros tis Ellinikís Dimokratías), conhecido coloquialmente como presidente da Grécia, é o chefe de Estado, eleito pelo voto indireto, da Grécia. Atualmente o cargo é ocupado por .Konstantinos Tasoulas
A residência oficial do presidente grego é o Palácio Presidencial (antigo Palácio Real), no centro de Atenas.

## Poderes
O presidente é o comandante-em-chefe nominal das Forças Armadas da Grécia, e ocupa o primeiro lugar na ordem de precedência do país. Sua posição, no entanto, é em boa parte cerimonial, na medida em que os poderes do presidente foram limitados pela atual constituição grega (de 1974), e novamente, na emenda constitucional de 1986. O primeiro-ministro da Grécia é o atual chefe de governo grego.

## Eleição
O Presidente da República é eleito por cinco anos pelo Parlamento (e não pelo voto popular direto). O artigo 32 da constituição grega prevê que um presidente seja eleito a partir de uma lista convocatória, decidida numa sessão especial do Parlamento, em um ou dois turnos, a pelo menos um mês antes do presidente em exercício deixar o cargo. O mandato do presidente pode ser ampliando em caso de uma guerra, ou se a votação para o novo presidente não puder ser realizada a tempo.
O primeiro turno inclui três votações:
- Primeira votação - 200 votos

Na primeira votação os votos de uma maioria de dois terços do número total de Membros do Parlamento é necessária.
- Segunda votação - 200 votos

Se a tal maioria não for atingida, a votação é repetida depois de cinco dias, e a mesma maioria é necessária.
- Terceira votação - 180 votos

Se novamente a maioria exigida não for obtida, a votação é repetida após cinco dias, e a pessoa que receber os votos de uma maioria de três quintos do número total de Membros do Parlamento será eleita Presidente da República. Se a terceira votação também não produzir um resultado com a maioria necessária, o Parlamento será dissolvido em dez dias a partir desta última votação, e as eleições para um novo Parlamento serão realizadas.
A segunda fase do procedimento é realizada pelo novo Parlamento, assim que ele se formar, e inclui outras três votações sucessivas:
- Primeira votação - 180 votos

Na primeira votação os votos de uma maioria de três quintos do número total de Membros do Parlamento é necessária.
- Segunda votação - 151 votos

Se esta maioria não for atingida, a votação será repetida em cinco dias, e a pessoa a receber uma maioria absoluta de votos do número total de Membros do Parlamento será eleita Presidente da República.
- Terceira votação

Se a segunda votação não lograr a maioria necessária, então dentro de cinco dias a terceira e última votação é realizada, entre os dois candidatos que receberam o maior número de votos. A pessoa a receber uma maioria relativa será eleita Presidente da República.

## Juramento

O estandarte presidencial.

Antes de assumir o cargo, o presidente deve recitar um juramento diante do Parlamento:
"Eu juro, em nome da Santa Trindade, Consubstancial e Indivisível, proteger a Constituição e as leis, assegurar o seu fiel cumprimento, defender a independência nacional e a integridade do País, proteger os direitos e liberdades dos gregos, e servir o interesse geral e o progresso do povo grego."

## Histórico do cargo
Os presidentes da Terceira República Helênica (1974–atualmente) foram:
- Michail Stasinopoulos: 18 de dezembro de 1974 – 19 de junho de 1975: presidente interino, eleito pelo parlamento
- Konstantinos  Tsatsos: 19 de junho de 1975 – 15 de maio de 1980: eleito pelo parlamento, um mandato completo (de cinco anos)
- Konstantínos G. Karamanlís: 15 de maio de 1980 - 10 de março de 1985: eleito pelo parlamento, primeiro mandato, renunciou
- Loannis  Alevras: 10 de março de 1985 – 30 de março de 1985: Líder do parlamento, presidente pro tempore
- Christos Sartzetakis: 30 de março de 1985 – 4 de maio 1990: eleito pelo parlamento, um mandato completo
- Konstantínos G. Karamanlís: 4 de maio de 1990 – 10 de março de 1995: eleito pelo parlamento, segundo mandato completo
- Konstantinos Stephanopoulos: 10 de março de 1995 – 12 de março de 2005: eleito pelo parlamento, dois mandatos consecutivos
- Károlos Papúlias: 12 de março de 2005 – 13 de março de 2015: eleito pelo parlamento, dois mandatos consecutivos
- Prokópis Pavlópoulos: 13 de março de 2015 – 13 de março de 2020: eleito pelo parlamento, um mandato completo
- Katerina Sakellaropoulou: 13 de março de 2020– 13 de março de 2025:: eleita pelo parlamento
- Konstantinos Tasoulas: 13 de março de 2025–  eleita pelo parlamento, Incumbente